# John Jenkins (basket-ball)
Pour les articles homonymes, voir John Jenkins (homonymie) et Jenkins.
John Logan Jenkins III est un joueur américain de basket-ball né à Hendersonville dans le Tennessee. Il évolue au poste d'arrière.

## Carrière professionnelle

### Hawks d'Atlanta (2012-2015)
Jenkins est sélectionné à la 23e position de la draft 2012 de la NBA par les Hawks d'Atlanta. Le 10 juillet 2012, il signe son contrat rookie avec les Hawks et participent à la NBA Summer League 2012 avec eux. Le 1er décembre 2012, il est envoyé chez le Jam de Bakersfield en D-League. Le 5 décembre 2012, il est rappelé par les Hawks.
Lors de la saison 2012-2013 durant laquelle il est rookie, il dispute 61 matchs avec les Hawks pour une moyenne de 6,1 points par match, il est également deux fois starter.
En juillet 2013, il participe à la NBA Summer League 2013 avec les Hawks. Le 31 octobre 2013, les Hawks activent la troisième année du contrat rookie de Jenkins, jusqu'à la saison 2014-2015. Le 6 décembre 2013, il est envoyé chez le Jam du Bakersfield. Le 13 décembre, il est rappelé par les Hawks. Peu de temps après avoir été rappelé, il est mis sur la liste des joueurs inactifs aux Hawks à cause de douleurs au dos. Le 3 février 2014, il annonce qu'il met un terme à sa saison, devant se faire opérer de son hernie aux lombaires. Il n'aura participé qu'à 13 rencontres.
En juillet 2014, il participe à la NBA Summer League 2014 avec les Hawks. Le 30 octobre 2014, les Hawks n'activent pas l'option qu'ils ont pour prolonger le contrat de Jenkins une quatrième année. Le 28 novembre 2014, il est envoyé chez les Mad Ants de Fort Wayne. Il est rappelé le 8 décembre 2014. Le 30 décembre 2014, il est envoyé chez le Stampede de l'Idaho, l'équipe de D-League affiliée au Jazz de l'Utah. Le 20 janvier 2015, il est rappelé par les Hawks.

### Mavericks de Dallas (2015-2016)
Le 20 juillet 2015, il signe aux Mavericks de Dallas pour trois ans.

### De club en club
Fin janvier 2019, Jenkins signe un contrat de 10 jours avec les Wizards de Washington. Puis un autre avec les Knicks de New York en février.
Le 20 février 2019, il signe un contrat de deux ans avec les Knicks de New York.
En août 2021, Jenkins s'engage pour une saison avec le Basket Club Maritime Gravelines Dunkerque Grand Littoral, club français de première division.

## Records personnels sur une rencontre NBA
Les records personnels de John Jenkins, officiellement recensés par la NBA sont les suivants :
| Type de statistique        | Saison régulière | Saison régulière                              | Saison régulière            | Playoffs | Playoffs                                       | Playoffs                  |
| Type de statistique        | Record           | Adversaire                                    | Date                        | Record   | Adversaire                                     | Date                      |
| -------------------------- | ---------------- | --------------------------------------------- | --------------------------- | -------- | ---------------------------------------------- | ------------------------- |
| Points                     | 23               | @ Spurs de San Antonio                        | 6 avril 2013                | 10       | @ Cavaliers de Cleveland                       | 26 mai 2015               |
| Paniers marqués            | 8                | @ Sixers de Philadelphie @ Knicks de New York | 10 avril 2013 17 avril 2013 | 4        | @ Cavaliers de Cleveland                       | 26 mai 2015               |
| Paniers tentés             | 19               | @ Knicks de New York                          | 17 avril 2013               | 5        | @ Cavaliers de Cleveland                       | 26 mai 2015               |
| Paniers à 3 points réussis | 3                | 9 fois                                        |                             | 2        | @ Cavaliers de Cleveland                       | 26 mai 2015               |
| Paniers à 3 points tentés  | 6                | 10 fois                                       |                             | 3        | @ Cavaliers de Cleveland                       | 26 mai 2015               |
| Lancers francs réussis     | 9                | @ Pacers de l'Indiana                         | 5 février 2013              |          |                                                |                           |
| Lancers francs tentés      | 10               | @ Pacers de l'Indiana                         | 5 février 2013              |          |                                                |                           |
| Rebonds offensifs          | 2                | 3 fois                                        |                             | 1        | @ Cavaliers de Cleveland                       | 26 mai 2015               |
| Rebonds défensifs          | 7                | @ Heat de Miami                               | 28 février 2015             | 2        | @ Pacers de l'Indiana                          | 24 avril 2013             |
| Rebonds totaux             | 7                | @ Heat de Miami                               | 28 février 2015             | 2        | @ Pacers de l'Indiana @ Cavaliers de Cleveland | 24 avril 2013 26 mai 2015 |
| Passes décisives           | 6                | @ Sixers de Philadelphie                      | 10 avril 2013               | 1        | 3 fois                                         |                           |
| Interceptions              | 3                | @ Wizards de Washington                       | 12 avril 2015               |          |                                                |                           |
| Contres                    | 2                | @ Timberwolves du Minnesota                   | 8 janvier 2013              |          |                                                |                           |
| Balles perdues             | 4                | @ Rockets de Houston                          | 27 novembre 2013            | 2        | @ Pacers de l'Indiana                          | 21 avril 2013             |
| Minutes jouées             | 39               | @ Knicks de New York                          | 17 avril 2013               | 12       | @ Cavaliers de Cleveland                       | 26 mai 2015               |

- Double-double : aucun (au terme de la saison 2014/2015)
- Triple-double : aucun.

## Palmarès
- 2× Tennessee Mr. Basketball (2008–2009)
- Third-team Parade All-American (2009)
- Reebok All-American (2009)
- SEC All-Freshman et Sixth Man of the Year par les entraîneurs de la SEC en 2009-2010
- First-team All-SEC par les entraîneurs et les médiais en 2010-2011 et 2011-2012
- Associated Press third-team All-American en 2011-2012